# Gran Rondó de Concierto (Krakowiak)

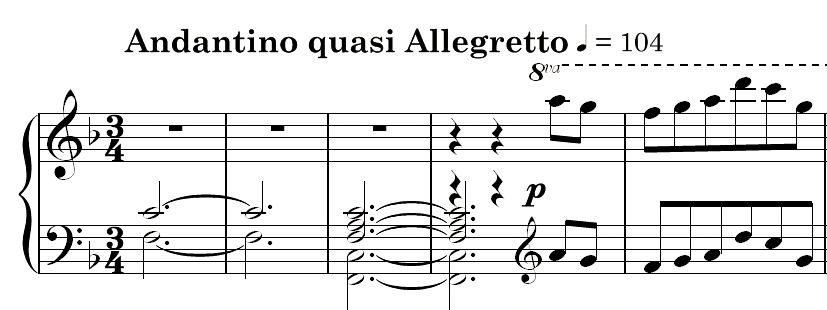
Comienzo de la obra.

El Gran Rondó de Concierto (Krakowiak) en fa mayor Op. 14 es una composición para piano y orquesta del compositor polaco Frédéric Chopin. Escrita en 1828 y publicada en Leipzig seis años más tarde, en 1834, la pieza comienza con una melodía suave y pentatónica que pasa a convertirse en una danza sincopada mucho más vívida.
La obra permanece profundamente desconocida a pesar de ser una de sus composiciones más finas. Pertenece al Chopin más nacionalista, al que no son ajenos los aires revolucionarios, que pronto harían estremecerse a Polonia en contra de la dominación rusa.
Chopin cita el Capricho nº 24 del compositor italiano Niccolò Paganini durante la obra, e incluye una variación de dicha cita. Krakowiak es, pues, formalmente un rondó, escrito en la tonalidad de fa mayor, en el que su autor logró combinar de manera muy hábil los temas polacos y su propia vena melódica y personal. El logrado resultado de esta combinación alcanzó entonces un enorme éxito, tanto en la Varsovia de la Polonia natal del compositor, como en la austríaca Viena.